# Míkonosz repülőtér
A Míkonosz repülőtér (IATA: JMK, ICAO: LGMK) Görögország egyik nemzetközi repülőtere, amely Míkonosz szigeten található. A repülőtér nemzetközi forgalma csak charterjáratokat jelent. Éves utasforgalma 1 395 787 fő (2018).

## Futópályák
A repülőtér futópályái:
- 16/34

## Forgalom
Az utasforgalom az elmúlt években az alábbi módon változott:
| Utasok száma | 245 707 | 296 922 | 364 279 | 349 319 | 396 262 | 432 455 | 584 559 | 999 026 | 1 520 145 | 1 688 037 |
|              | 1994    | 1997    | 2000    | 2003    | 2006    | 2010    | 2013    | 2016    | 2019      | 2022      |

## Légitársaságok és úticélok
2025-ben a Míkonosz repülőtérről az alábbi járatok indulnak (Utoljára frissítve: 2025-02-9):
| Légitársaság                  | Célállomások |
| ----------------------------- | --- |
| Aegean Airlines               | Athén Szezonális: Isztambul (kezdődik 2025 június 5-től), Tel-Aviv, Thessaloniki                                                                    |
| Air France                    | Szezonális: Párizs-Charles de Gaulle repülőtér |
| Air Serbia                    | Szezonális: Belgrád (kezdődik 2025 június 6-tól) |
| Arkia                         | Szezonális: Tel-Aviv |
| Austrian Airlines             | Szezonális: Bécs |
| Bluebird Airways              | Szezonális: Tel-Aviv |
| British Airways               | Szezonális: London–City, London–Gatwick, London–Heathrow                                                                                            |
| Cyprus Airways                | Szezonális: Lárnaka |
| Discover Airlines             | Szezonális: Frankfurt, München |
| EasyJet                       | Szezonális: Amszterdam, Genf, London–Gatwick, London–Luton, Manchester, Milánó–Malpensa, Nápoly, Nizza, Párizs-Charles de Gaulle repülőtér, Velence |
| Edelweiss Air                 | Szezonális: Zürich |
| Etihad Airways                | Szezonális: Abu-Dzabi |
| Eurowings                     | Szezonális: Düsseldorf, Hamburg, Stockholm–Arlanda, Stuttgart                                                                                       |
| Flydubai                      | Szezonális: Dubai–International |
| Flynas                        | Szezonális: Rijád |
| Gulf Air                      | Szezonális: Bahrein |
| Iberia Express                | Szezonális: Madrid |
| Kuwait Airways                | Szezonális: Kuwait City |
| Lufthansa                     | Szezonális: Frankfurt, München |
| Luxair                        | Szezonális: Luxembourg |
| Middle East Airlines          | Szezonális charter: Bejrút |
| Neos                          | Szezonális: Bologna, Milánó–Malpensa, Róma–Fiumicino, Verona                                                                                        |
| Qatar Airways                 | Szezonális: Doha |
| Ryanair                       | Szezonális: Bologna, Budapest, Nápoly, Páfosz, Bécs                                                                                                 |
| Saudia                        | Szezonális: Rijád |
| Scandinavian Airlines         | Szezonális: Stockholm–Arlanda |
| Sky Express                   | Athén Szezonális: Thessaloniki |
| Sundor                        | Szezonális: Tel-Aviv (kezdődik 2025. április 11.)                                                                                                   |
| Swiss International Air Lines | Szezonális: Genf |
| Transavia                     | Szezonális: Amszterdam, Párizs–Orly |
| TUI fly Belgium               | Szezonális: Brüsszel |
| Volotea                       | Szezonális: Bari, Marseille, Nantes, Nápoly, Velence                                                                                                |
| Vueling                       | Szezonális: Barcelona, Róma–Fiumicino |
| Wizz Air                      | Szezonális: Bukarest–Otopeni, Nápoly, Róma–Fiumicino, Velence                                                                                       |